# Camrelizumab
Il camrelizumab (SHR-1210 secondo la Denominazione Comune Internazionale) è un anticorpo monoclonale umanizzato che agisce da inibitore del checkpoint immunitario della proteina 1 della morte cellulare programmata. Viene prodotto dalla casa farmaceutica Jiangsu HengRui Medicine Co., Ltd.
È stato incluso in numerosi studi clinici volti a indagarne le potenzialità terapeutiche in pazienti con carcinoma epatocellulare o con linfoma di Hodgkin; alcuni di questi studi sono giunti alla fase II o III della sperimentazione clinica.